# Протестантизм в Гане
Протестантизм в Гане — крупнейшее направление христианства в стране. По данным исследовательского центра Pew Research Center в 2010 году в стране было более 14,8 млн протестантов (60 % населения).

## Исторический обзор
Первыми протестантскими миссионерами на территории современной Ганы были Кретьен Проттен и Генрих Хуккуф, верующие церкви моравских братьев, прибывшие сюда в 30-х годах XVIII века. В 1742 году в Гану прибыл ещё один миссионер моравских братьев — Якобус Элиза Йоханнес Капитейн. В целом миссия моравских братьев оказалась неудачной и прекратилась в середине XVIII века.
С 1752 года (с перерывами) в Гане действует миссия англиканской церкви. Постоянная миссионерская работа среди местного населения была начата лишь в 1828 году швейцарской Базельской миссией. Базельская миссия создала в стране систему школьного образования и основали ряд христианских сельских поселений. Работа миссии была передана Объединённой свободной церкви Шотландии (сейчас часть Церкви Шотландии) и в конечном итоге привела к созданию Пресвитерианской церкви Ганы.
Под руководством Томаса Фримана (1809—1890) в 1832 году в стране начали работу британские методисты. В своём служении методисты подчёркивали автономию поместных церквей и смогли сформировать группы африканских лидеров. В 1848 году в Гану вновь прибыли моравские братья. С 1894 года в стране трудятся адвентисты седьмого дня. Первым баптистским миссионером в Гане был Уильям Хаас, который прибыл в страну в 1914 году. Позже (в 1947 году) в Гану прибыли миссионеры Южной баптистской конвенции. В 1922 году в стране начала служение Армия Спасения.
В первой половине XX века в среде афрохристианских независимых деноминаций появляются различные «пророческие движения» и «движения исцеления». В молитвенных группах подобных движений случались крещения Святым Духом — религиозные переживания, свойственные пятидесятникам. В 1916 году из США в Гану прибыли миссионеры пятидесятнических Ассамблей Бога. Служение Джеймса Мак-Кауна из Апостольской церкви Великобритании, прибывшего в Гану в 1937 году, привело к образованию современной Церкви Пятидесятницы. Во второй половине XX века в страну прибывают миссионеры Церкви Бога (1963), Церкви четырёхстороннего Евангелия (1965), Объединённой пятидесятнической церкви (1968), Церкви открытого библейского стандарта (1970), Церкви Бога пророчеств (1980), Пятидесятнической церкви святости (1990).

## Современное состояние
Крупнейшей протестантской конфессией страны являются пятидесятники и независимые харизматы. По данным переписи 2010 года к данной конфессии принадлежали 6,9 млн человек (28,3 % населения). С момента получения независимости доля пятидесятников в общем населении страны неуклонно росла (в 1960 — 2 %; в 1985 — 8 %; в 2000 — 24 %). Наиболее крупными пятидесятническими церквами являются Церковь Пятидесятницы (1,94 млн) и Ассамблеи Бога (1,6 млн). В Гане действует ряд африканских пятидесятнических церквей — Апостольская церковь (380 тыс.), Служение евангельской веры (300 тыс.), Африканская скиния веры (160 тыс.), Армия креста Христова (125 тыс.), Церковь Бога (Аладура) (85 тыс.), Библейская церковь углублённой жизни (40 тыс.), Церковь истинной веры (26 тыс.). Международные пятидесятнические деноминации добились меньшего успеха — Объединённая пятидесятническая церковь (36 тыс.), Церковь Бога (25 тыс.), Международная пятидесятническая церковь святости (15 тыс.), Международная церковь четырёхстороннего Евангелия (5,5 тыс.), Пятидесятническая церковь Бога (2,1 тыс.), Церкви «Открытой Библии» (1,4 тыс. членов).
Определённого успеха в стране добились пресвитериане и реформаты (1,14 млн в 2005 году). В Гане действует 3,3 тыс. кальвинистских общин, объединённых в 5 союзов. Самые крупные из них являются Пресвитерианская церковь Ганы (444 тыс.) и Евангелическая пресвитерианская церковь (143 тыс.).
Методисты представлены Методистской церковью Ганы (635 тыс.), Африканской методистской епископальной сионской церковью (55 тыс.), Африканской методистской епископальной церковью (3,5 тыс.), Христианской методистской епископальной церковью (2,8 тыс.).
Англикане страны объединены в Англиканскую церковь Ганы — 250 тыс. верующих. Лютеранство в Гане представлено Евангелической лютеранской церковью (27,5 тыс.).
Крупнейшей баптистской деноминацией является Баптистская конвенция Ганы (130 тыс.); в стране также действуют Баптистская внутренняя миссия (2,7 тыс.) и Баптистская средняя миссия (4,6 тыс.).
Также, в стране действуют Новоапостольская церковь (480 тыс.), адвентисты седьмого дня (347 тыс. крещённых членов),
Ученики Христа (91 тыс.), Армия Спасения (22 тыс.), Церковь Бога (Андерсон, Индиана)(6,6 тыс.), назаряне (6,7 тыс.), меннониты (6 тыс.), квакеры.